# Wirtschaftliche Vereinigung (Deutsches Kaiserreich)
Die Wirtschaftliche Vereinigung war eine Fraktionsgemeinschaft mehrerer Antisemiten- und Bauernparteien im Reichstag des Deutschen Kaiserreichs.

## Geschichte
Nach der Reichstagswahl 1903 gründete der Reichstagsabgeordnete Max Liebermann von Sonnenberg die Wirtschaftliche Vereinigung als Fraktionsgemeinschaft der Deutsch-Sozialen Partei (DSP) und der Christlich-Sozialen Partei (CSP) sowie Abgeordneten des Bundes der Landwirte (BdL) und des Bayerischen Bauernbunds (BB). Die Fraktion setzte sich für Sonderzölle auf englische Waren ein. Sie sollten die Konkurrenzfähigkeit deutscher Unternehmen schützen, die von einer Pleitewelle bedroht waren. Die Landwirtschaft sollte mit hohen Schutzzöllen gegen den Preisverfall auf dem globalisierten Agrarmarkt geschützt werden. Zur Fraktion gehörten seit der Reichstagswahl 1907 außerdem rechtsstehende Abgeordnete, die im Wahlkampf explizit als Kandidat der Wirtschaftlichen Vereinigung angetreten waren. Die Fraktion wurde im Kaiserreich üblicherweise als eine Sammlung von antisemitischen Kräften angesehen.

## Die Fraktionen der Wirtschaftlichen Vereinigung im Reichstag

### 11. Legislaturperiode (1903–1907)
Nach der Reichstagswahl 1903 gehörten zunächst zwölf Abgeordnete der Fraktion der Wirtschaftlichen Vereinigung im Reichstag an:
- Wilhelm Lattmann (DSP, Wahlkreis Kassel)
- Max Liebermann von Sonnenberg (DSP, Wahlkreis Fritzlar)
- Ludwig zu Reventlow (DSP, Wahlkreis Hofgeismar)
- Georg Burckhardt (CSP, Wahlkreis Dillenburg)
- Adolf Stoecker (CSP, Wahlkreis Siegen)
- Heinrich Stauffer (BdL, Wahlkreis Homburg)
- Friedrich Vogt (BdL, Wahlkreis Crailsheim)
- Wilhelm Vogt (BdL, Wahlkreis Hall)
- Theodor Wolff (BdL, Wahlkreis Heilbronn)
- Benedikt Bachmeier (BB, Wahlkreis Pfarrkirchen)
- Leonhard Hilpert (BB, Wahlkreis Rothenburg)
- Matthäus Mittermeier (BB, Wahlkreis Straubing)

### 12. Legislaturperiode (1907–1912)
Nach der Reichstagswahl 1907 besaß die Fraktion der Wirtschaftlichen Vereinigung mit 19 Mitgliedern ihre größte Stärke:
- Karl Böhme (DSP, Wahlkreis Marburg)
- Walther Graef (DSP, Wahlkreis Weimar)
- Richard Herzog (DSP, Wahlkreis Hofgeismar)
- Philipp Köhler (DSP, Wahlkreis Gießen)
- Wilhelm Lattmann (DSP, Wahlkreis Kassel)
- Max Liebermann von Sonnenberg (DSP, Wahlkreis Fritzlar)
- Friedrich Raab (DSP, Wahlkreis Eschwege)
- Franz Behrens (CSP, Wahlkreis Wetzlar)
- Georg Burckhardt (CSP, Wahlkreis Dillenburg)
- Adolf Stoecker (CSP, Wahlkreis Siegen)
- Jonathan Roth (BdL, Wahlkreis Böblingen)
- Heinrich Stauffer (BdL, Wahlkreis Homburg)
- Friedrich Vogt (BdL, Wahlkreis Crailsheim)
- Wilhelm Vogt (BdL, Wahlkreis Hall)
- Kurd von Damm (Wahlkreis Holzminden)
- Otto Hanisch (Wahlkreis Pirna)
- Viktor Kölle (Wahlkreis Goslar)
- Carl Rieseberg (Wahlkreis Wanzleben)
- Wilhelm Schack (Wahlkreis Eisenach)

### 13. Legislaturperiode (1912–1918)
Nach der Reichstagswahl 1912 reduzierte sich die Fraktion der Wirtschaftlichen Vereinigung auf acht Abgeordnete:
- Richard Herzog (DSP, Wahlkreis Hofgeismar)
- Johann Rupp (DSP, Wahlkreis Marburg)
- Franz Behrens (CSP, Wahlkreis Wetzlar)
- Georg Burckhardt (CSP, Wahlkreis Dillenburg)
- Reinhard Mumm (CSP, Wahlkreis Siegen)
- Karl Gebhart (BdL, Wahlkreis Homburg)
- Georg Vietmeyer (Wahlkreis Waldeck)
- Ferdinand Werner (Wahlkreis Gießen)